# Табатеровка
Табатеровка — деревня в Старожиловском районе Рязанской области. Входит в Ленинское сельское поселение

## География
Находится в западной части Рязанской области на расстоянии приблизительно 4 км на юг-юго-восток по прямой от районного центра поселка Старожилово на правом берегу речки Меча.

## История
В 1897 году здесь (тогда деревня Пронского уезда Рязанской губернии) учтено было 30 дворов.

## Население
Численность населения: 184 человека (1897 год), 10 в 2002 году (русские 100 %), 12 в 2010.